# ウッドストック (ニューヨーク州)

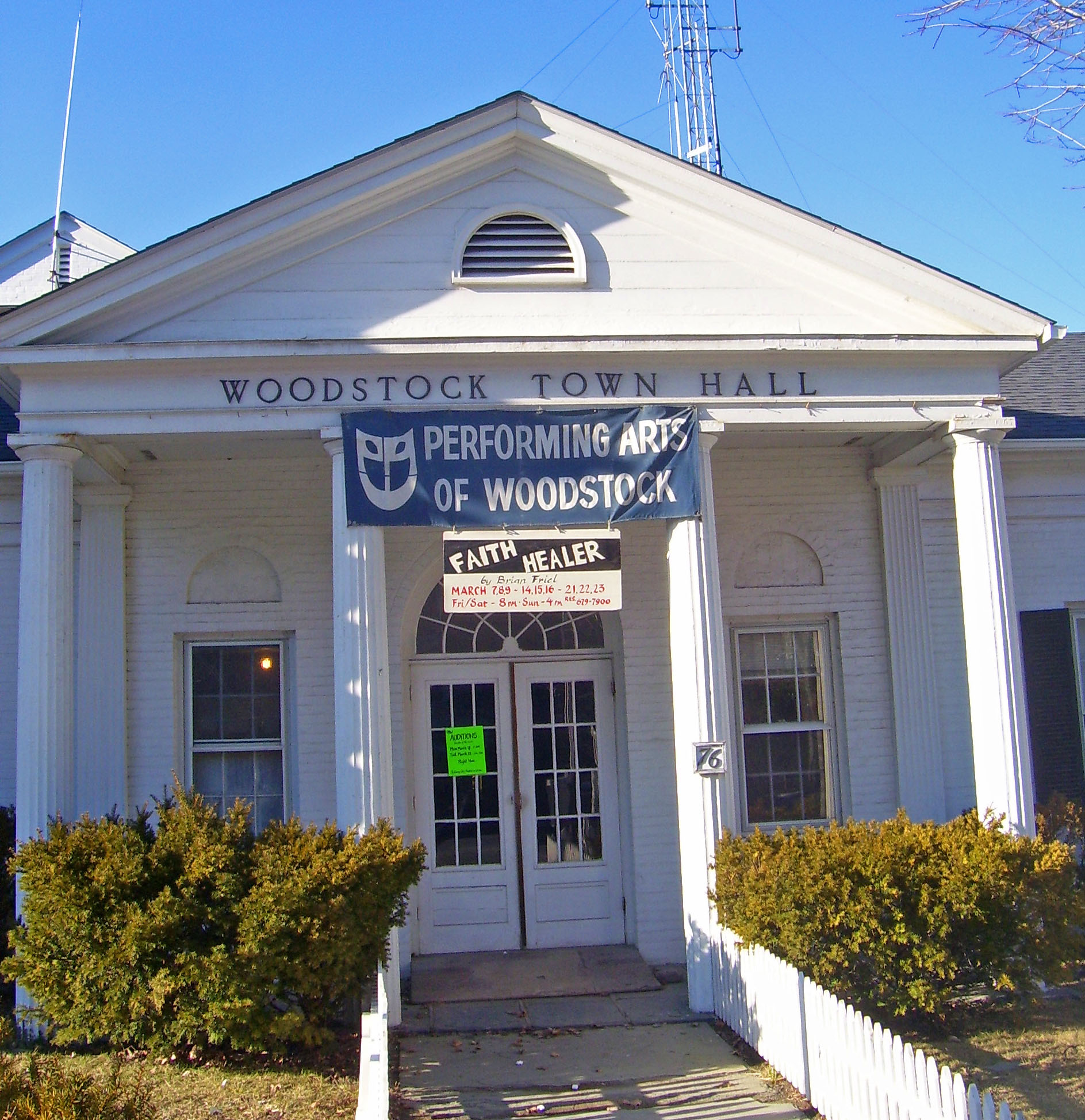
ウッドストック町役場

ウッドストック（英語：Woodstock）はニューヨーク州アルスター郡（Ulster County）にある町で、キャッツキル山地の中にある名だたる避暑地、四季を通してのリゾート地で、芸術村（Art colony）としてもよく知られている。

## 概要
ウッドストック（英語：Woodstock）はアメリカ合衆国ニューヨーク州アルスター郡にある町で、キャッツキル山地の中にある名だたる避暑地であり、四季を通してのリゾート地で、人口は約6千人。芸術村（Art colony）としてもよく知られている。
18世紀初めに、ヨーロッパ人の入植がはじまり、町ができた。19世紀後半に、「ハドソン・リバー派」の画家たちが多くこの町および隣りの キングストンに滞在した。   その後、「アーツ・ムーヴメント」に関連した施設ができたりして、多くの文化人や芸術家が集まる所として有名になった。哲学者のジョン・デューイ、画家の国吉康雄、ミュージシャンのジミー・ヘンドリックス、ボブ・ディランなどが住んでいた。

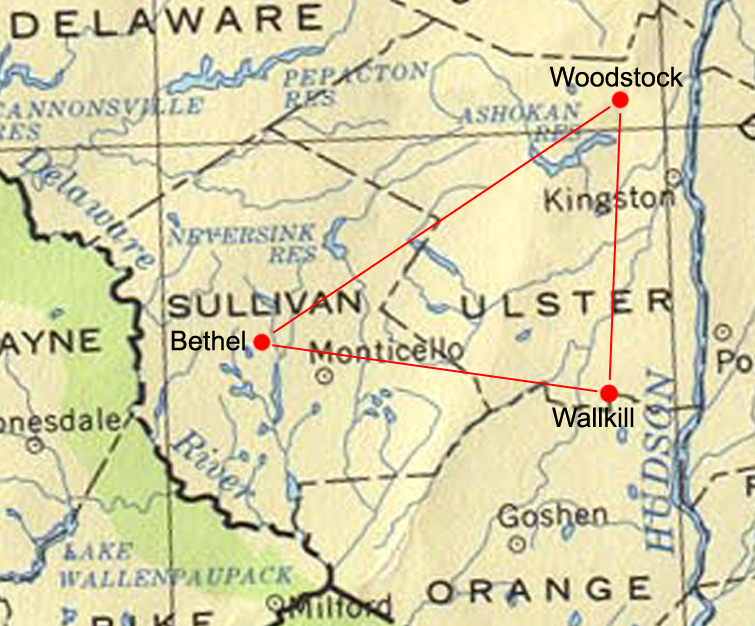
ウッドストック・フェスティバルの開催地はウッドストック（Woodstock、上図の右上）からベセル（Bethel、上図の左）へ変更された。

1969年8月に歴史的なイベントになった野外コンサート「ウッドストック・フェスティバル」は、はじめウッドストックで開催が計画されたが、町が開催を断ったので、隣りのサリヴァン郡ベセル（Bethel）で開かれた。

## 町にあるおもな施設
- バードクリフ・コロニー（Byrdcliff） - アーツ・アンド・クラフツ関連施設
- アショーカン貯水池（Ashokan Reservoir）

## 居住者
有名な避暑地としてのウッドストックと大都市ニューヨークとの関係は、東京と那須高原のような関係で、有名な文化人もこれまで多く居住している。
- ユマ・サーマン （女優）
- 国吉康雄 （画家）
- ジミー・ヘンドリックス （ミュージシャン）
- ジョン・デューイ （哲学者）
- チェビー・チェイス （俳優）

## 交通

### 道路
国道9W線またはニューヨーク・ステート・スルーウェイ（別名 Interstate 87）で
- ソガティーズ Saugerties （出入口）

州道212号線でマウント・テンパー（Mt. Temper）方面の西へ
- キングストン Kingston （出入口）

州道8号線でマウント・テンパー（Mt. Temper）方面の西へ、ウェスト・ハーリー（West Hurley）で州道375号線を北へ、州道212号線で左（西）へ曲がりすぐ

### 鉄道
アムトラックで次の駅で下車
- ラインクリフ・キングストン駅（Rhinecliff-Kingston Station）

ニューヨーク市をメトロノース鉄道のグランドセントラル駅から出発し、ハドソン川対岸のこの駅で下車し、キングストン・ラインクリフ・ブリッジを渡ってキングストンへ、州道28号線を西へ、あとは上記「道路」を参照